# 島原湾

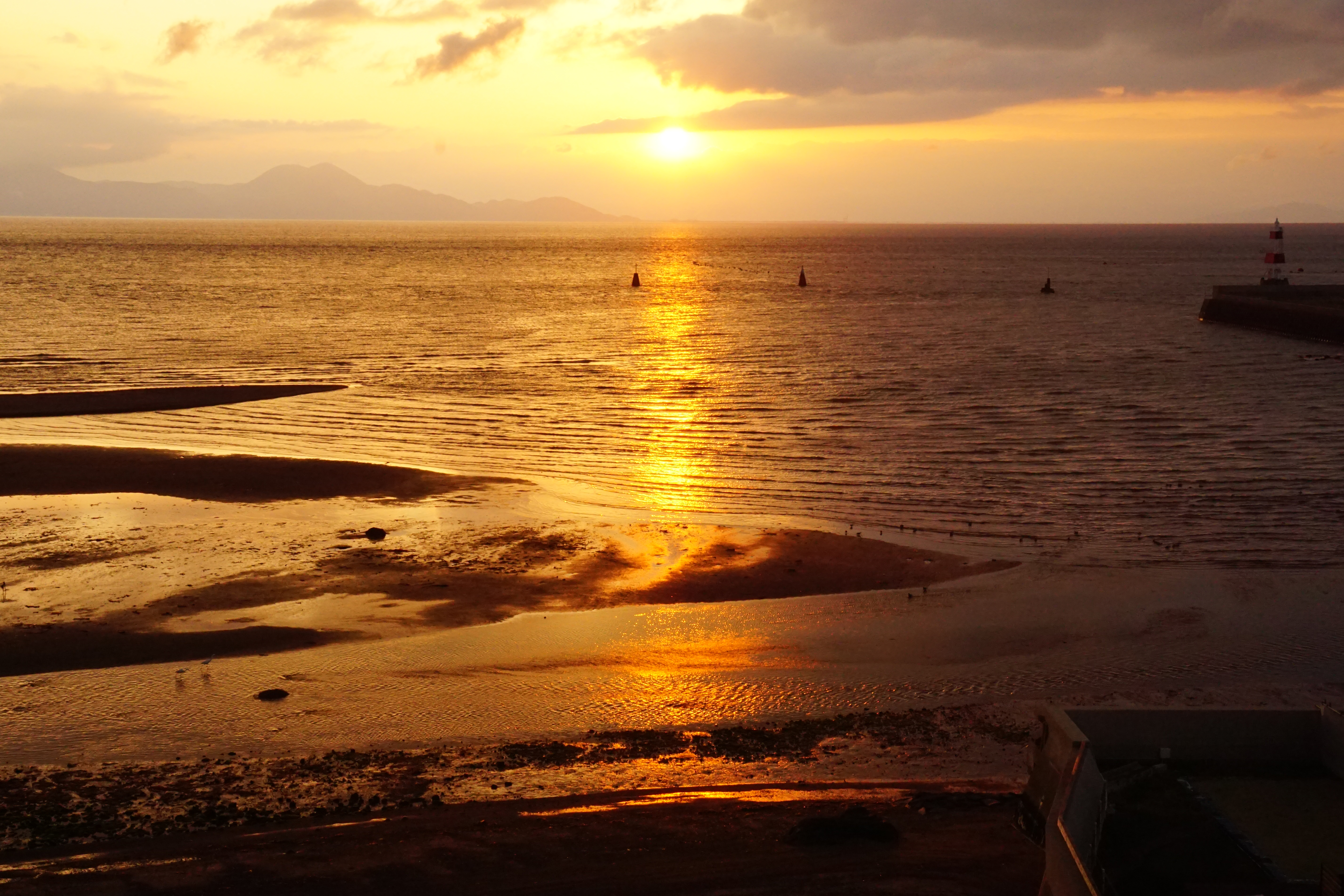
島原湾、島原港近く

島原湾（しまばらわん）は九州西部に位置する内湾。ただし、「有明海」という海域の呼称もあり、島原湾と有明海の関係は資料により異なる（#地理及び有明海参照）。

## 地理
「島原湾」と「有明海」の位置関係については官庁や資料により範囲が異なっている。
- 海上保安庁
海上保安庁の海図には「有明海」はなく早崎瀬戸から湾奥まですべて「島原湾」または「海湾」としている[2]。論文にも本来は早崎瀬戸から湾奥の住之江まで島原湾とするものがある[3]。
- 国土地理院
国土地理院の地図では「有明海」と「島原湾」を分けて長洲と多比良を結ぶ線より北の海域を有明海としている[2]。
- 環境省
環境省の資料では湾全体を「島原湾」とし、「有明海」は島原湾の湾奥にある浅水域としている[1]。
- 農林水産省
農林水産省の資料では早崎瀬戸までの海域すべてを「有明海」としている[4]。

現代の一般的な慣用による呼称では早崎瀬戸に至るまでの内湾すべてを「有明海」と呼ぶようになっている。

## 主な半島
- 島原半島
- 宇土半島

## 主な島
- 湯島
- 上島（熊本県第2位の面積の島）
- 下島（熊本県第1位の面積の島）
- 大矢野島（天草五橋によりつながっている）
- 風流島（たばこ島）
- 永浦島（天草五橋によってつながっている）
- 樋合島（永浦島から橋によってつながっている）
- 野釜島

## 近くにある主な港湾
- 熊本港
- 島原港
- 三角港
- 本渡港